# Rotta del Capo
La rotta marittima europeo-asiatica, comunemente nota come rotta marittima verso l'India o rotta del Capo, è una rotta marittima dalla costa europea dell'Oceano Atlantico alla costa asiatica dell'Oceano Indiano passante per il Capo di Buona Speranza e Capo Agulhas al confine meridionale dell'Africa. Il primo completamento documentato del percorso fu realizzato nel 1498 dall'esploratore portoghese Vasco da Gama, l'ammiraglio della prima spedizione portoghese diretta in Asia durante la c.d. "Età delle scoperte". Tale rotta fu di fondamentale importanza durante la c.d. "Età della Vela" ma divenne in parte obsoleta quando il Canale di Suez fu aperto nel 1869.

## Storia

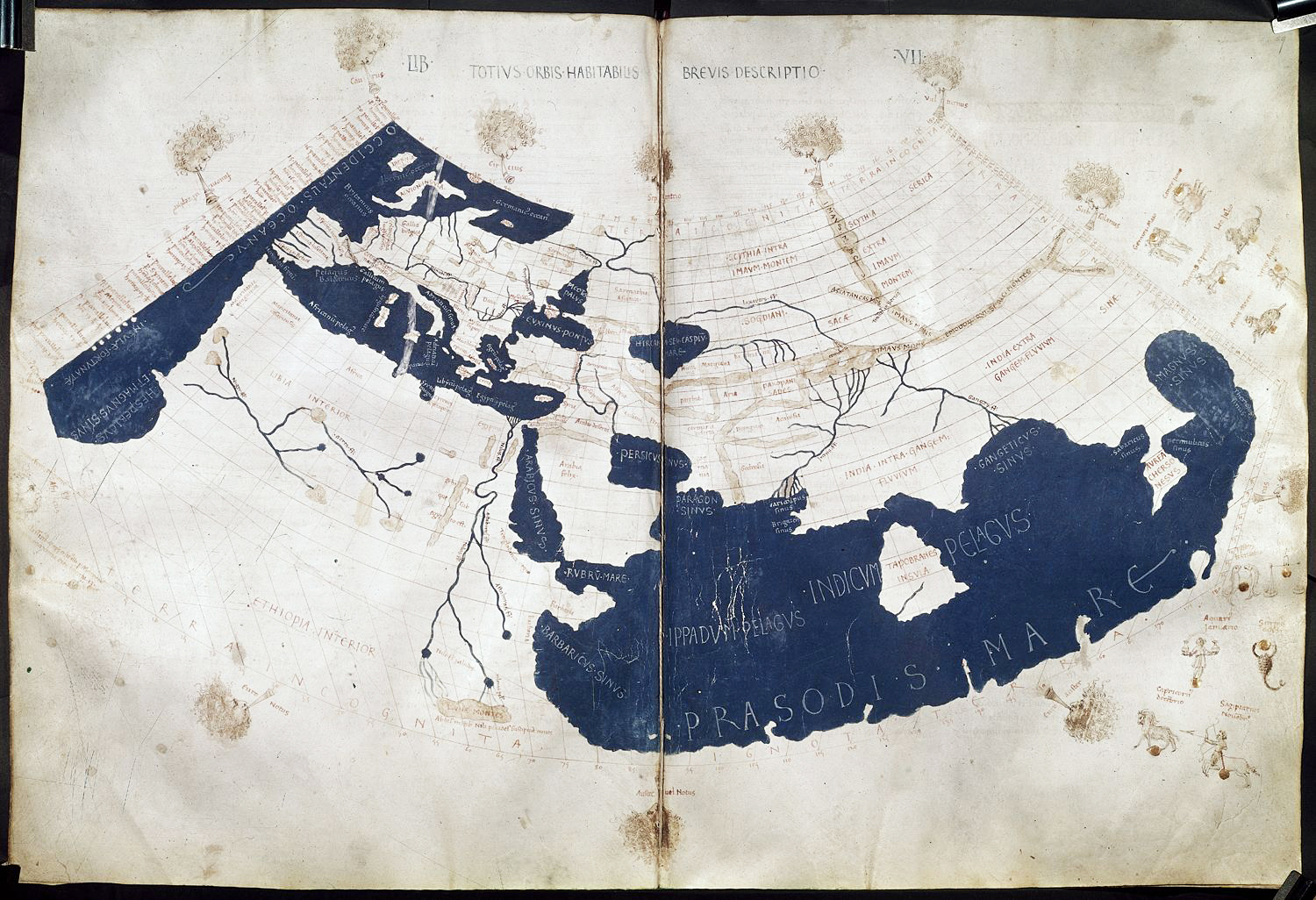
Il Planisfero tolemaico implicava che l'Africa faceva parte di una massa continentale esterna, che separava l'Atlantico dall'Oceano Indiano.

Gli studiosi dell'antichità classica non concordavano sul fatto che l'Oceano Atlantico fosse collegato all'Oceano Indiano. Ci sono aneddoti sulla circumnavigazione dell'Africa nei tempi antichi; secondo Erodoto, una spedizione fenicia commissionata dal re egiziano Neco II completò un viaggio dal Mar Rosso al delta del Nilo intorno al 600 a.C. Eudosso di Cizico esplorò la costa dell'Africa occidentale ma fu costretto a tornare. Il Planisfero tolemaico, su cui è stata fondata la conoscenza geografica dell'Europa medievale, mostra gli oceani come separati l'uno dall'altro.

### Scoperta

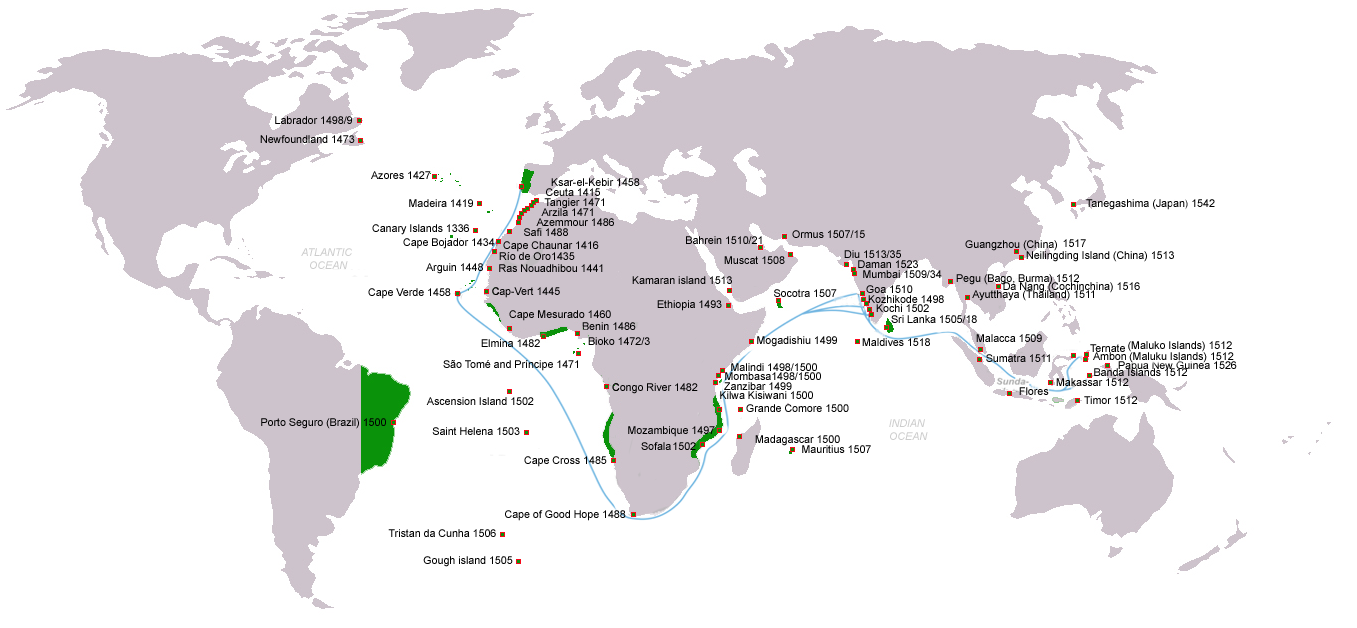
Il primo impero portoghese era incentrato sulla rotta del Capo.

Nel 1500, l'esploratore portoghese Pedro Álvares Cabral utilizzò i venti prevalenti sull'Atlantico per una volta do mar, diventando così il primo europeo ad arrivare in Brasile. I marinai europei hanno trovato utile la sosta sulla strada per l'India.

Nel tardo Medioevo, il commercio delle spezie dall'India e, tramite la Via della seta, dalla Cina erano di importanza economica ma la caduta di Costantinopoli nel 1453 interruppe il commercio e diede incentivi agli europei per trovare una rotta marittima. L'esploratore portoghese Diogo Cão esplorò la costa africana a sud fino all'attuale Namibia e Bartolomeu Dias trovò il Capo di Buona Speranza nel 1488. Vasco da Gama guidò una spedizione che portò alla scoperta portoghese della rotta marittima verso l'India nel 1498 e una serie di spedizioni note come Carreira da Índia. Da allora, la Rotta del Capo fu utilizzata.
Cristoforo Colombo cercò di trovare una rotta marittima attraverso l'India verso ovest ma invece trovò la strada per le Americhe. Queste spedizioni segnarono l'inizio dell'Era della Scoperta, in cui gli esploratori europei tracciarono le mappe degli oceani del mondo.

### Utilizzo durante la "Età della Vela"
Per molto tempo dopo la sua scoperta da parte di Vasco da Gama, Rotta del Capo fu dominio indiscusso del Regno del Portogallo che, tra il 1497 e il 1650, inviò 1 033 spedizioni marittime da Lisbona lungo da Carreira da Índia. Entro il Seicento, tale rotta divenne di pubblico dominio, permettendo così a tutte le compagnie europee delle Indie orientali d'utilizzarla. Nel XVII secolo, i pirati caraibici seguirono il "Pirate Round", una rotta parallela dai Caraibi attraverso l'Atlantico meridionale, fino all'Oceano Indiano.
La colonizzazione europea dell'Africa prima della fine del XIX secolo era per lo più limitata a pochi avamposti costieri, per supportare la rotta del Capo. La Compagnia olandese delle Indie orientali fondò la Colonia del Capo olandese come porto di scalo sulla strada per le Indie orientali olandesi.
La "Rotta di Brouwer" era un'estensione della Rotta del Capo attraverso l'Oceano Indiano fino all'Indonesia. La "Clipper Route" è un percorso lungo i Quaranta ruggenti tra l'Europa e l'Australia.

### La rotta ed il Canale di Suez

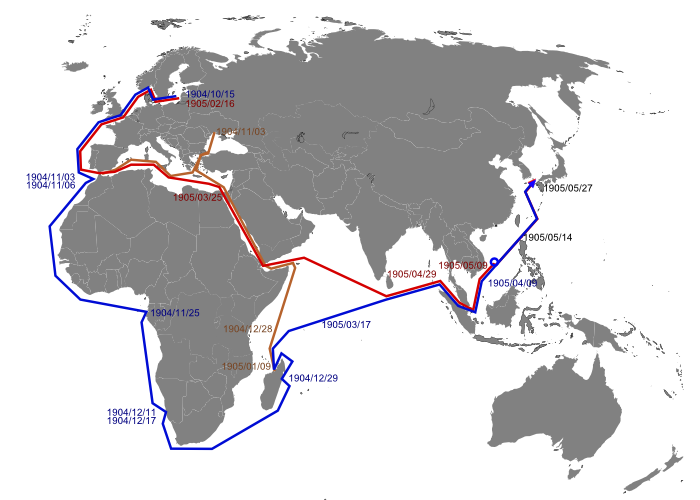
Dall'apertura del Canale di Suez, la rotta del Capo è stata utilizzata quando viene rifiutato il passaggio attraverso Suez o dalle navi "Capesize". Nella Guerra russo-giapponese del 1904-05, l'incidente di Dogger Bank costrinse la flotta russa a navigare intorno all'Africa.

L'apertura del Canale di Suez nel 1869 creò una scorciatoia tra gli oceani Atlantico ed Indiano. Trattasi però d'una via poco adatta ai velieri causa i venti locali e furono quindi i piroscafi ad ottenere un vantaggio competitivo dal canale. La Rotta del Capo restò in uso per i clipper per alcuni decenni ma l'apertura del Canale di Suez fu l'inizio della sua fine, così come dell'Età della Vela in generale. Al giorno d'oggi, il percorso intorno al Capo rimane popolare nelle regate di yacht.
Le dimensioni massime della nave per il Canale di Suez sono indicate come Suezmax. Le navi "Capesize" sono quelle troppo grandi per il Canale di Suez che devono utilizzare la rotta del Capo. L'inaugurazione nel 2015 del Nuovo Canale di Suez ha innalzato le dimensioni di Suezmax e ha consentito navi più grandi. In tal modo, la Cape Route è diventata ancora meno importante, sebbene sia ancora una via secondaria alternativa se il Canale di Suez viene in qualche modo interrotto (es. durante l'ostruzione del Canale di Suez del 2021), o per evitare di pagare le tasse per l'attraversamento del canale se è economicamente vantaggioso farlo. Il viaggio può richiedere fino a due settimane in più per le navi moderne rispetto a una rotta diretta attraverso la Suez.